# Авидом, Менахем
Менахем Авидо́м (наст. фамилия Малер-Калькштейн; 6 января 1908, Станислав — 5 августа 1995, Тель-Авив) — израильский композитор, педагог, музыкальный критик.
Сын Исаака Калькштейна и Елены Малер, племянницы Г. Малера. В 1925 эмигрировал вместе с родителями в Эрец-Исраэль. Некоторое время учился в Парижской консерватории. В период с 1935 по 1946 — преподавал теорию музыки в консерватории и педагогическом колледже в Тель-Авиве. В 1945—1952 — генеральный секретарь Израильского филармонического оркестра, а в 1952—1955 — советник по вопросам искусства в Министерстве туризма. В 1955—1980 — генеральный директор Ассоциации композиторов, авторов и музыкальных издателей в Израиле (АКУМ) и председатель Союза композиторов Израиля (до 1971 г.). В 1982 г. Авидом был избран пожизненным почетным председателем Союза композиторов Израиля.
Автор опер, в том числе исторической «Александра из династии Хасмонеев» (1953), автор 9 симфоний (1945—1968), сочинений для камерного оркестра, струнных ансамблей.
Авидом — лауреат многих премий по музыке, в том числе Государственной премии Израиля за 1961 г., а также престижных званий: с 1958 г. член Международного института искусства и литературы FIAL, с 1991 г. почетный доктор музыковедения Лондонского института прикладных исследований, кавалер ордена Урсинии (Германия, 1991 г.).
Пользуясь современной техникой, Авидом как композитор умело переплетает мелодические и стилистические элементы восточной музыки с израильскими танцевальными ритмами. Оркестровую музыку Авидома исполняли и исполняют на сценах многих стран дирижеры Л. Бернстайн, П. Клецки (1900-73), С. Кусевицкий, Н. Малько, Ж. Мартинон, Г. Бертини, М. Родан и другие.